# Кёсем-султан (дочь Ахмеда I)
Кёсе́м-султа́н (тур. Kösem Sultan; 1606, Стамбул — март 1612, там же) — дочь султана Османской империи Ахмеда I. Жена будущего великого визиря Гюмюльджинели Насуха-паши, брак с которым продлился всего месяц.

## Биография
Кёсем родилась в Стамбуле в 1606 году и была дочерью султана Ахмеда I. Имя своё девочка получила в честь лакаба фаворитки султана Махпейкер Кёсем-султан, однако неясно, была ли Кёсем-султан дочерью Махпейкер или же её матерью была другая женщина. Кёсем была единственной дочерью султана, получившей это имя — ни до, ни после девочек в султанской семье так не называли.
В 1612 году в возрасте 6 лет Кёсем была выдана замуж за Насуха-пашу. Насух-паша был непримиримым врагом великого визиря Куюджу Мурата-паши. Незадолго до заключения брака между Кёсем и Насухом у фаворитки Ахмеда I Махпейкер Кёсем-султан случился конфликт с великим визирем. Именно Махпейкер, дабы привлечь на свою сторону Насуха-пашу, предложила ему в жёны Кёсем. Брак был заключен в феврале 1612 года, однако всего месяц спустя, в марте 1612 года, Кёсем умерла в Стамбуле. В ноябре 1612 года женой Насуха, занявшего пост великого визиря, стала старшая сестра Кёсем — Айше-султан.